# واقف مصطفی‌زاده
واقف مصطفی‌زاده (به ترکی آذربایجانی: Vaqif Mustafazadə) (۱۶ مارس ۱۹۴۰، باکو - ۱۷ دسامبر ۱۹۷۹، تاشکند) پیانیست و آهنگساز جاز آذربایجانی بود.

## زندگی

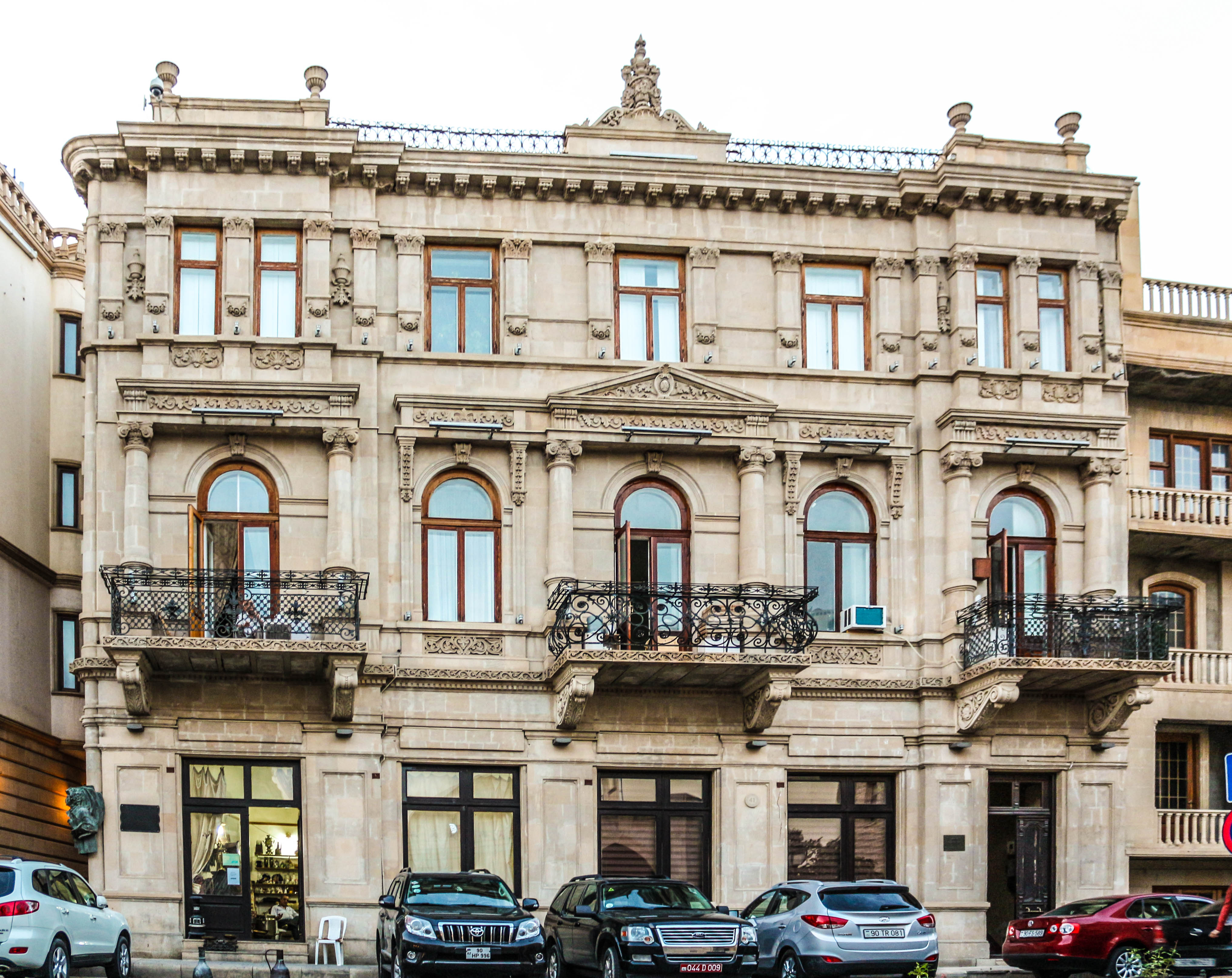
خانه واقف مصطفی‌زاده در شهر قدیمی

وی در سال ۱۹۶۳ در کالج موسیقی به نام «آسف زینال لی» فارغ‌التحصیل و وارد آکادمی موسیقی باکو شده‌است. هنگام تحصیل در این آکادمی، وی با اجرای کنسرت‌های کوچک و حضور در کلوب‌ها اولین قدم‌هایش را در راستای یافتن شهرت برداشته‌است. در کلوبها، وی عمدتاً جاز کلاسیک، بلوز و آهنگ‌های شاد می‌خواند.
وی از سال ۱۹۶۴، رهبر گروه هم‌نوازی «اُرِرو»، گروه جازی سه‌نفره «قفقاز»، گروه‌های زنانه «لیلی» و «سویل» شده‌است. واقف مصطفی‌زاده برندهٔ برخی جشنواره‌ها و مسابقات موسیقی نیز شده‌است.
در سال ۱۹۷۹، در «موناکو» فستیوالی با شرایط غیرعادی برگزار شد. بر پایهٔ شروط آن، نام مؤلف و خواننده اثر و نیز کشور متبوع آن اثر پنهان نگه داشته می‌شد. در میان صدها آوازخوان، از واقف مصطفی‌زاده نام برده شد و وی برندهٔ این جشنواره گردید.
وی مؤلف کنسرت برای پیانو و ارکستر سمفونیک، سمفونی تصنیف (ناتمام)، چند قطعه هنری جاز، نواخت می‌باشد. واقف مصطفی‌زاده بنیان‌گذار موسیقی جاز و آرم جدید جاز در آذربایجان به‌شمار می‌رود. وی تلفیق موسیقی سنتی آذربایجانی- «مقام» از موسیقی جاز آمریکا را به وجود آورده‌است. آرم جدید وی «جاز- مقام» نام دارد.
در سال ۱۹۷۹، وی نشان «هنرمند افتخار جمهوری سوسیالیستی آذربایجان شوروی» دریافت نموده‌است.
در سال ۱۹۸۲ پس از فوتش، جایزه دولتی آذربایجان به نزدیکان وی اهدا شده‌است.
وی در ۱۶ دسامبر سال ۱۹۷۹، در شهر تاشکند، هنگام اجرای کنسرت بر اثر ستکهٔ قلبی درگذشته است.

## شیوه‌اش
واقف مصطفی‌زاده بنیان‌گذار موسیقی جاز و آرم جدید جاز در آذربایجان تلقی می‌شود. وی موسیقی سنتی آذربایجان- «مقام» را با موسیقی جاز آمریکا ترکیب و سبک جدیدی ایجاد نموده‌است. آرم جدید وی «جاز- مقام» نامیده می‌شود. «الیزا مصطفی‌زاده»، همسر وی اولین زنی در آذربایجان است که، در سبک حرفه‌ای «مقام- جاز» آوازخوانی کرده‌است.

## آفرینش

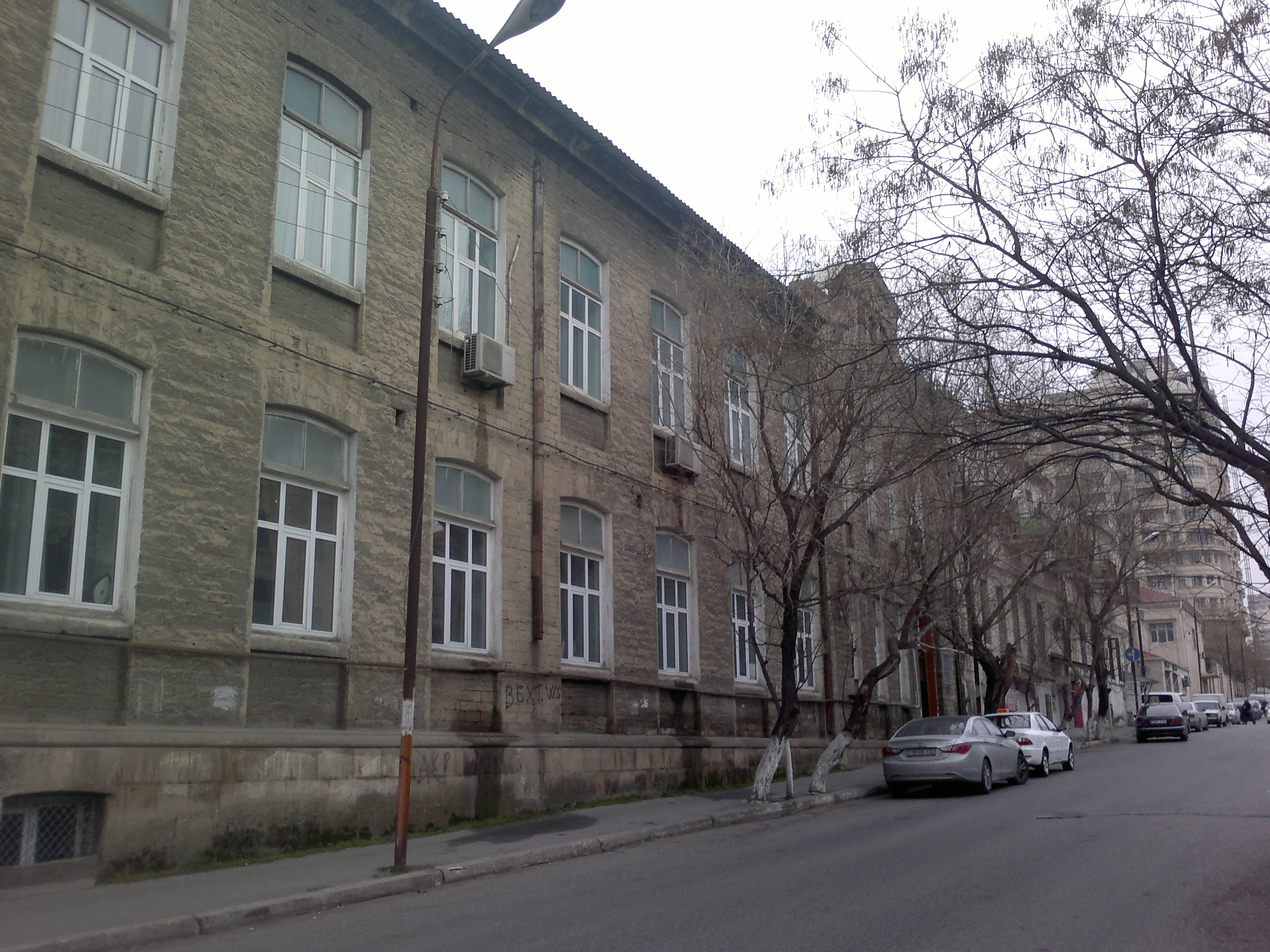
منزل واقف مصطفی‌زاده

در سال ۱۹۶۵، گروه آوازخوانی سه نفره به نام «قفقاز» در فیلارمونیک دولتی گرجستان تأسیس کرده‌است.
در سال ۱۹۷۰، گروه وکالی چهار نفری به نام «لیلی» را دایر نموده‌است.
فی‌مابین سالهای ۱۹۷۱ تا ۱۹۷۷ رهبر گروه وکالی- نوازندگی «سویل» بوده‌است.
مابین سال‌های ۱۹۷۷ الی ۱۹۷۹ با بر عهده گرفتن تصدی گروه نوازندگی «مقام»، برنده جوایز «تالین ۶۶» و «تفلیس ۷۸» ("Tallin- və "Tbilisi-78" 66") شده‌است.
در سال ۱۹۷۸ در هشتمین جشنواره بین‌المللی جاز در موناکو، برای موسیقی «منتظر عزیزه‌ام» (به ترکی آذربایجانی- Əzizəni gözləyirəm) حائز رتبه اول و برندهٔ جایزه گشته‌است.
در سال ۱۹۷۹، وی نشان «خادم هنر افتخاری» دریافت نموده‌است.
در سال ۱۹۸۲ پس از فوتش، جایزه دولتی آذربایجان وی اهدا و به به بستگانش تقدیم شده‌است. وی نه تنها مؤلف کنسرت پیانو، بلکه مؤلف سمفونی «مقام» و دیگر سرآمدهای پیانو نیز می‌باشد.

## موزهٔ خانگی

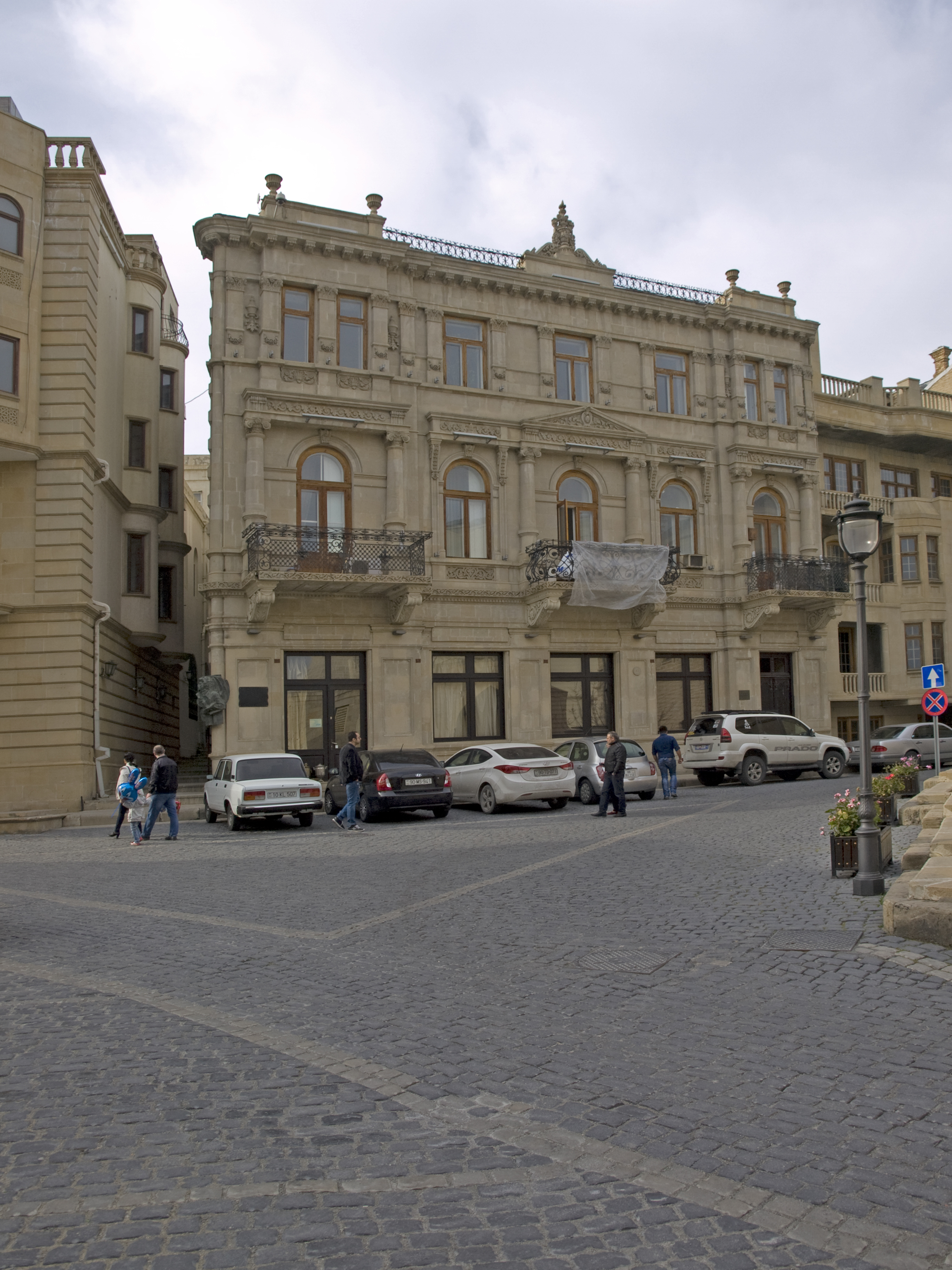
موزه خانگی مصطفی زاده در باکو

در سال ۱۹۸۹، موزه خانگی واقف مصطفی‌زاده با ابتکار و اهتمام فولاد بلبل اوغلو وزیر فرهنگ وقت جمهوری آذربایجان گشایش یافت. اولین رئیس موزه خانم «زیور»، مادر این موسیقیدان پرآوازه شد. مدتی قبل از مرگش، خانم زیور اجرای سمت تصدی این موزه را به «آفاق علی اوا»، برادرزادهٔ خود وصیت کرد که، از سال ۱۹۹۷ وی عهده‌دار رهبری این پست می‌باشد. در سال ۲۰۰۴ با ابتکار «آفاق علی اوا»، خود موزه و اشیاء نمایشی موجود در داخل آن تحت بازسازی و مرمت اساسی قرار گرفتند. از همان سال، موزه به عنوان موزه دولتی تحت وزارت فرهنگ جمهوری آذربایجان شروع به فعالیت کرد.